# Transjön, Södermanland
Transjön är en sjö i Haninge kommun och Nynäshamns kommun i Södermanland och ingår i Tyresån-Trosaåns kustområde. Sjön är 4 meter djup, har en yta på 0,124 kvadratkilometer och befinner sig 45,3 meter över havet.

## Delavrinningsområde
Transjön ingår i det delavrinningsområde (655146-162115) som SMHI kallar för Namn saknas. Medelhöjden är 49 meter över havet och ytan är 16,71 kvadratkilometer. Räknas de 3 avrinningsområdena uppströms in blir den ackumulerade arean 46,98 kvadratkilometer. Avrinningsområdets utflöde Muskån mynnar i havet. Avrinningsområdet består mestadels av skog (67 procent) och sankmarker (14 procent). Avrinningsområdet har 0,13 kvadratkilometer vattenytor vilket ger det en sjöprocent på 0,8 procent.